# Lisala
Lisala är en stad i Kongo-Kinshasa. Den är huvudstad i provinsen Mongala, i den norra delen av landet, 1 000 km nordost om huvudstaden Kinshasa.